# Kanton Beaumont (Puy-de-Dôme)
Beaumont is een kanton van het Franse departement Puy-de-Dôme. Het kanton maakt deel uit van het arrondissement Clermont-Ferrand. 
Het kanton werd ingesteld in 1985 nadat eerder, tussen 1790 en 1800 Beaumont ook al een kanton was geweest. Bij de herindeling van de kantons in 2014-2015 werd het niet gewijzigd.

## Gemeenten
Het kanton Beaumont omvat de volgende gemeenten:
- Beaumont (hoofdplaats)
- Ceyrat
- Saint-Genès-Champanelle